# Aprium
aprium, és un fruit híbrid producte del creuament de pruna i albercoc fet per Floyd Zaiger a la dècada de 1980. Es van necessitar diverses generacions de creuaments per a fer el nou fruit.
Genèticament és ¼ de prunera i ¾ d'albercoquer. Com en el cas del pluot deriva d'un altres fruit híbrid que s'anomena plumcot.
Els apriums semblen exteriorment albercocs, la seva polpa és densa i de gust molt dolç amb molta fructosa. El gust és una barreja d'aromes de pruna i albercoc.
"Aprium" és marca registrada de Zaiger's Genetics.